# نزلة القاضي
قرية نزلة القاضي هي إحدى القرى التابعة لمركز طهطا بمحافظة سوهاج في جمهورية مصر العربية. حسب إحصاءات سنة 2006، بلغ إجمالي السكان في نزلة القاضي 8957 نسمة، منهم 4664 رجل و4293 امرأة.